# Mela granata
In araldica la mela granata simboleggia sincerità, liberalità, concordia e unione. Il melograno, ed il suo frutto, sono stati spesso assunti nello stemma da chi aveva accuratamente custodito un segreto.
Questo frutto era utilizzato per decorare gli abiti dei sacerdoti ebrei.
La mela granata più nota in araldica è quella che costituiva l'emblema del regno moresco di Granada e che, come tale, è poi passata nello stemma nazionale spagnolo, nell'innestato in punta allo scudo.

Mela granata del regno di Granada
Mela granata di rosso, aperta d'oro, fogliata e gambuta di verde (Lamarche, Francia)
Di verde, alla mela granata d'oro, aperta di rosso e fogliata del secondo (La Granada de Río-Tinto, Spagna)
Mela granata nello stemma di Spagna
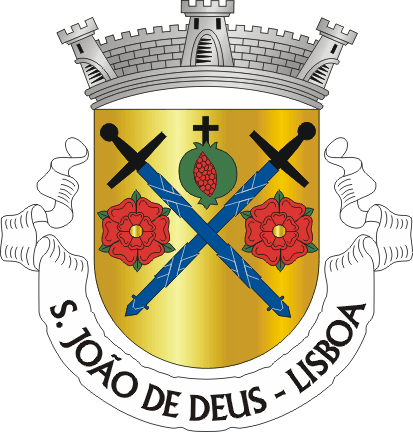
Mela granata sostenente una croce (São João de Deus, Portogallo)
Di rosso, a tre mele granate d'oro (famiglia de La Pommeraie)
Mela granata al naturale, aperta, fogliata di verde (Bazzano)